# Mensaje a los jóvenes
Mensaje a los jóvenes es un libro que contiene una colección de textos de Alberto Hurtado Cruchaga, recopilados por el sacerdote Miguel Ortega Riquelme y publicados en 1994.

## Sobre el libro
Fue publicado por el Hogar de Cristo gracias a la ayuda de la revista Paula: el libro fue un encargo del sacerdote católico Renato Poblete, en aquel entonces capellán del Hogar de Cristo, al también sacerdote Miguel Ortega Riquelme, quien basó su selección en gran medida en textos recopilados por el sacerdote Álvaro Lavín.
Es una selección de 52 textos que tienen como tema central el llamado a los jóvenes, estos fueron tomados de discursos, apuntes personales, libros y otras publicaciones.

## Énlaces externos
- Libro descargable en el sitio Memoria Chilena

- Datos: Q65191838